# No. 5 Collaborations Project
No. 5 Collaborations Project è il sesto EP del cantautore britannico Ed Sheeran, pubblicato il 7 gennaio 2011.

## Descrizione
Contiene otto brani realizzati in collaborazione con artisti grime come Devlin, Wiley e Wretch 32.
Henry Yanney di Soul Culture ha dato all'album una recensione positiva e l'album ha raggiunto la posizione numero 46 sulla Official Albums Chart.

## Tracce

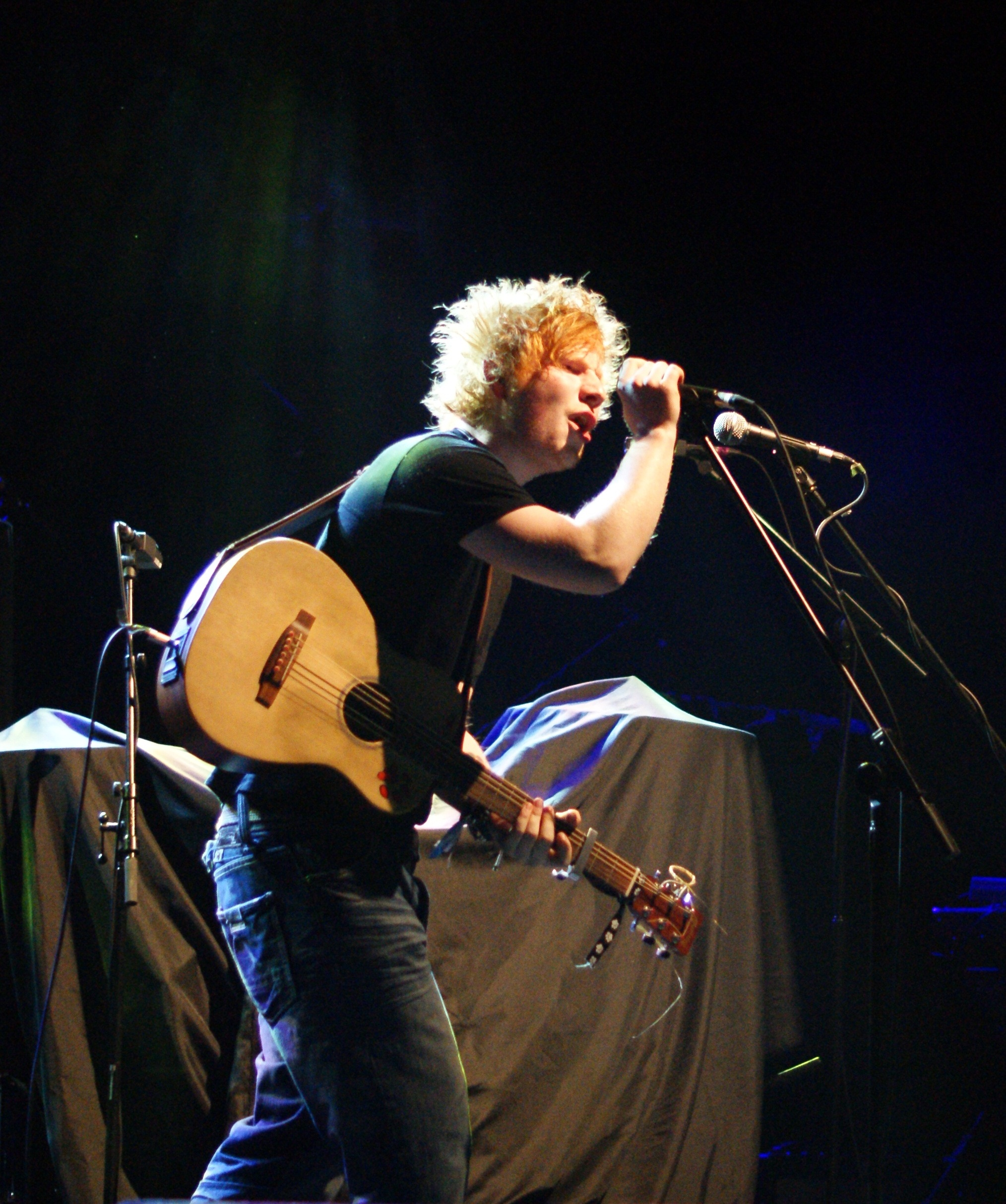
Sheeran si esibisce al Dot to Dot Festival a Manchester

1. Lately (feat. Devlin) – 4:32 (Ed Sheeran, Jake Gosling, Devlin)
2. You (feat. Wiley) – 3:26 (Ed Sheeran, Jake Gosling, Wiley)
3. Family (feat. P Money) – 4:15 (Ed Sheeran, Jake Gosling, P Money)
4. Radio (feat. Jme) – 3:41 (Ed Sheeran, Jake Gosling, Jme)
5. Little Lady (feat. Mikill Pane) – 5:31 (Ed Sheeran, Mikill Pane)
6. Drown Me Out (feat. Ghetts) – 4:24 (Ed Sheeran, Jake Gosling, Ghetts)
7. Nightmares (feat. Random Impulse, Sway & Wretch 32) – 4:05 (Ed Sheeran, Jake Gosling, Random Impulse, Sway, Wretch 32)
8. Goodbye to You (feat. Dott Rotten) – 5:27 (Ed Sheeran, Jake Gosling, Dot Rotten)

## Classifiche
| Classifica  | Posizione massima |
| ----------- | ----------------- |
| Regno Unito | 46                |